# 신도여객
신도여객은 울산광역시의 시내버스 운수 업체였으며, 2021년 9월 1일 대우여객에 합병되었다.

## 운행 노선
| - 104번 : 대왕암공원 ~ 율리차고지 - 214번 : 율리차고지 ~ 송정지구(반도유보라) - 415번 : 율리차고지 ~ 율리차고지(대나리마을 경유) - 712번 : 율리차고지 ~ 모화 - 417번 : 춘해대학(고연공단) ~ 태화강역 - 743번 : 태화강역 ~ 울산과학기술원 | - 1127번 : 농소차고지 ~ 노포역 - 5003번 : KTX울산역 ~ 병영사거리 - 5005번 : KTX울산역 ~ 달천 |

## 갤러리

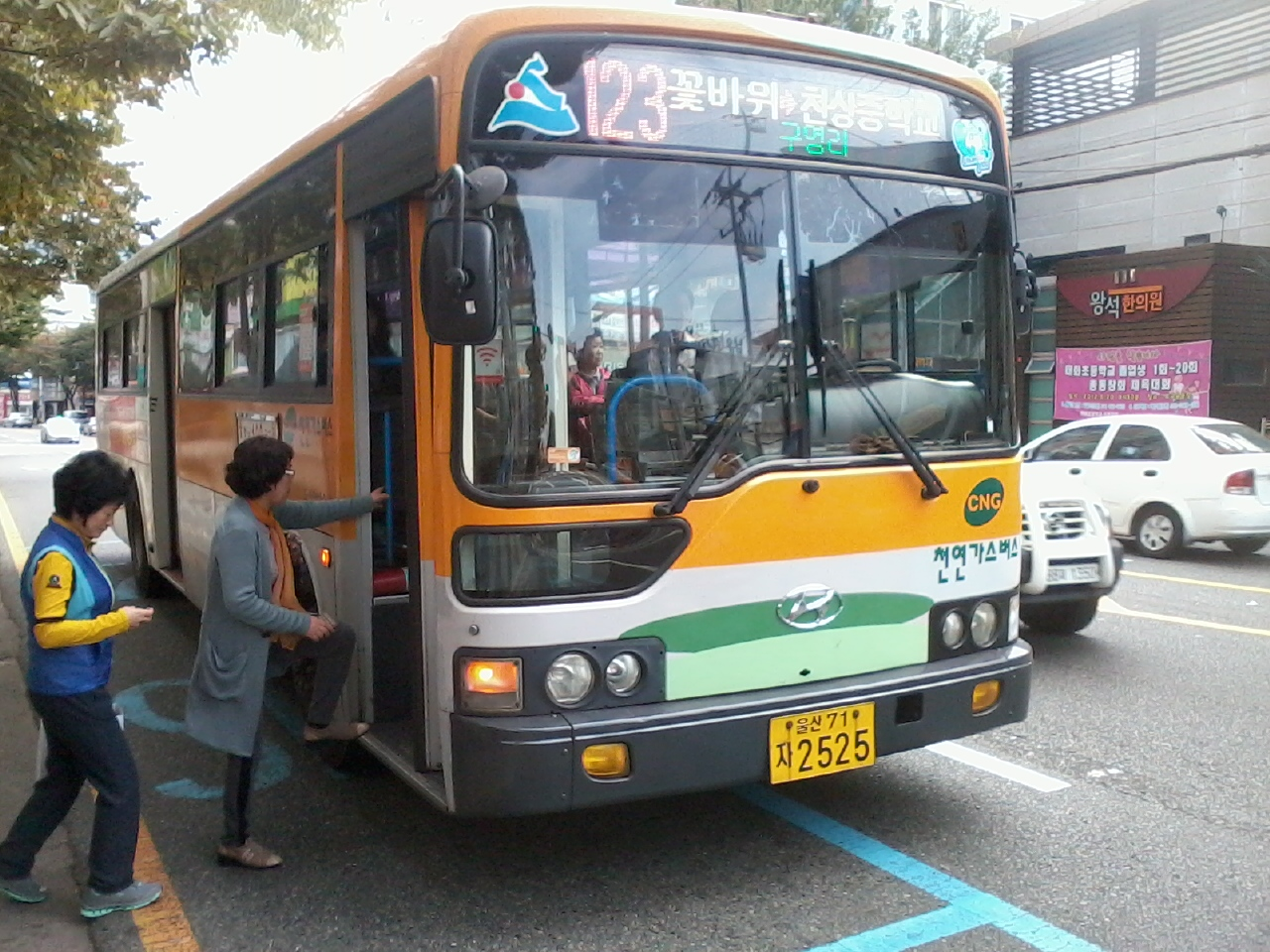
울산시내버스 123번
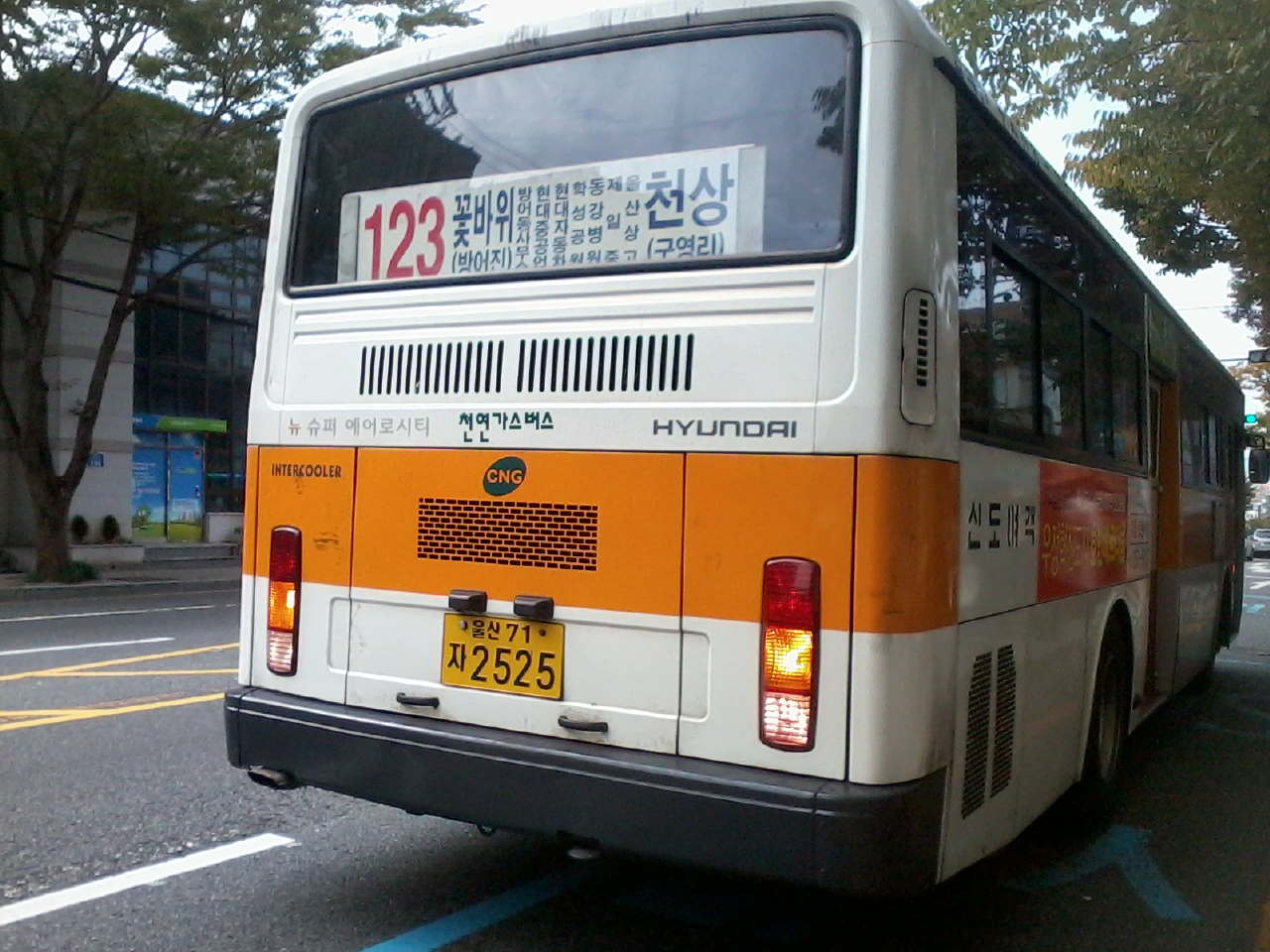
울산시내버스 123번
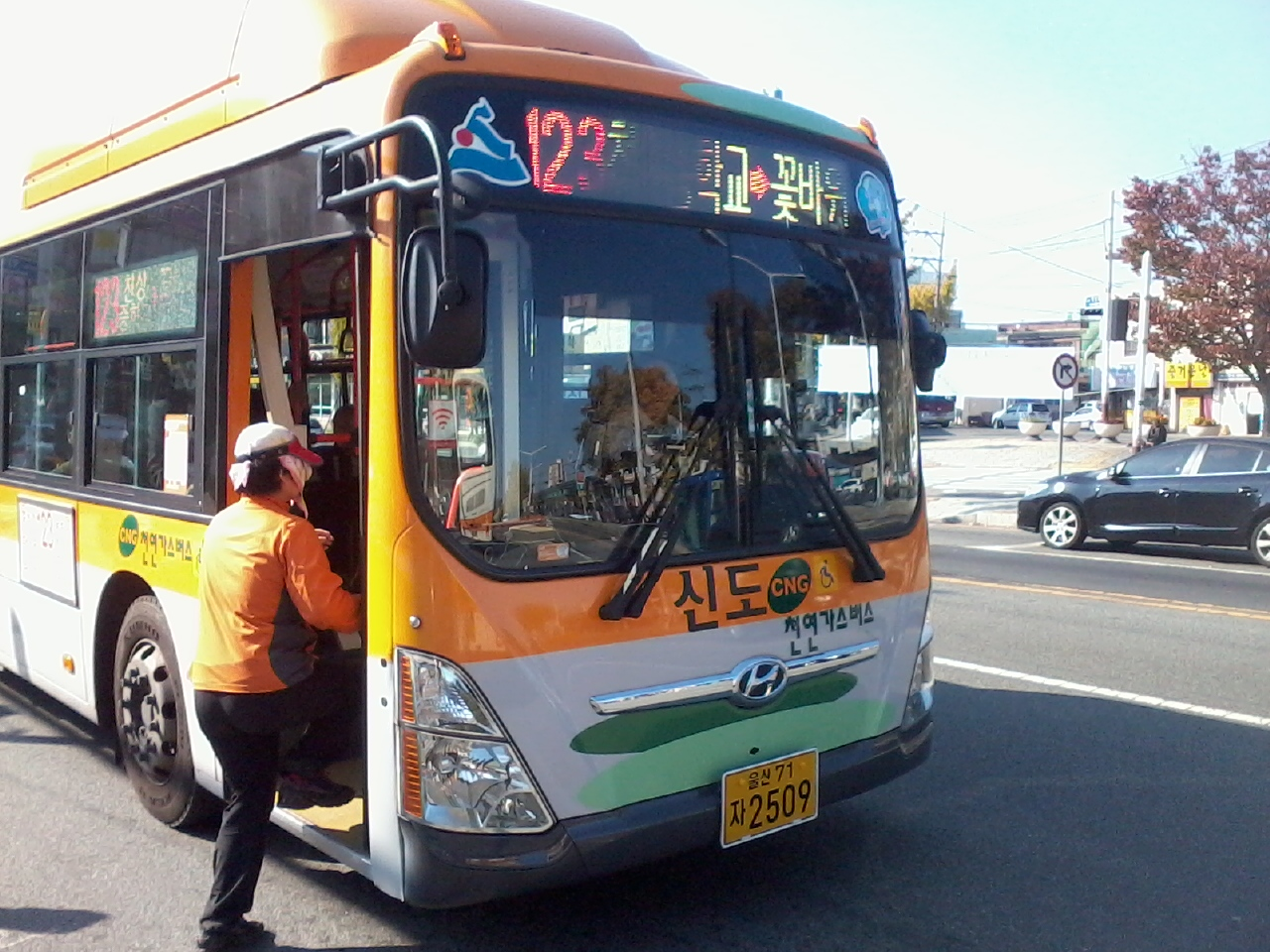
울산시내버스 123번 (저상)
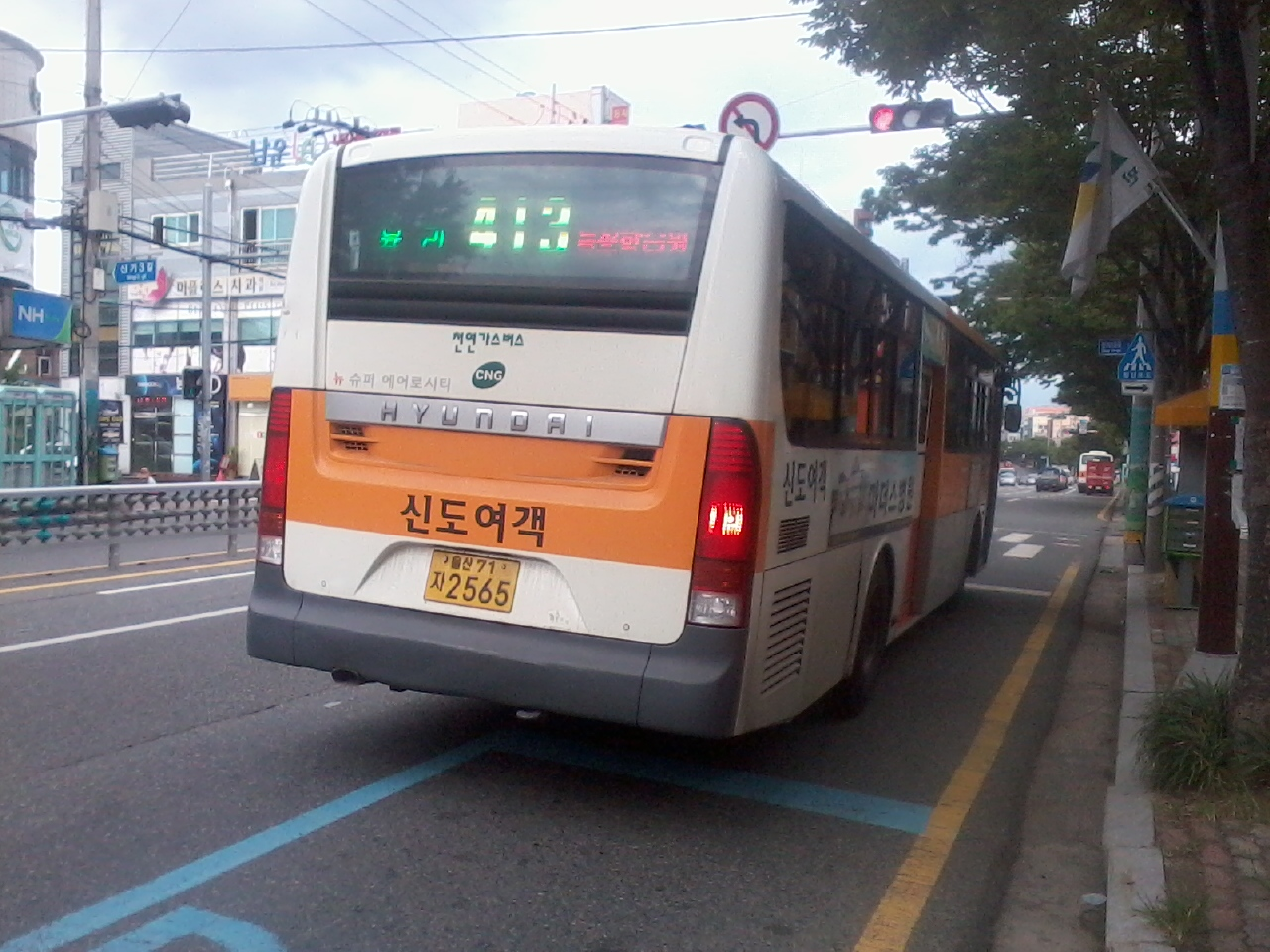
울산시내버스 413번
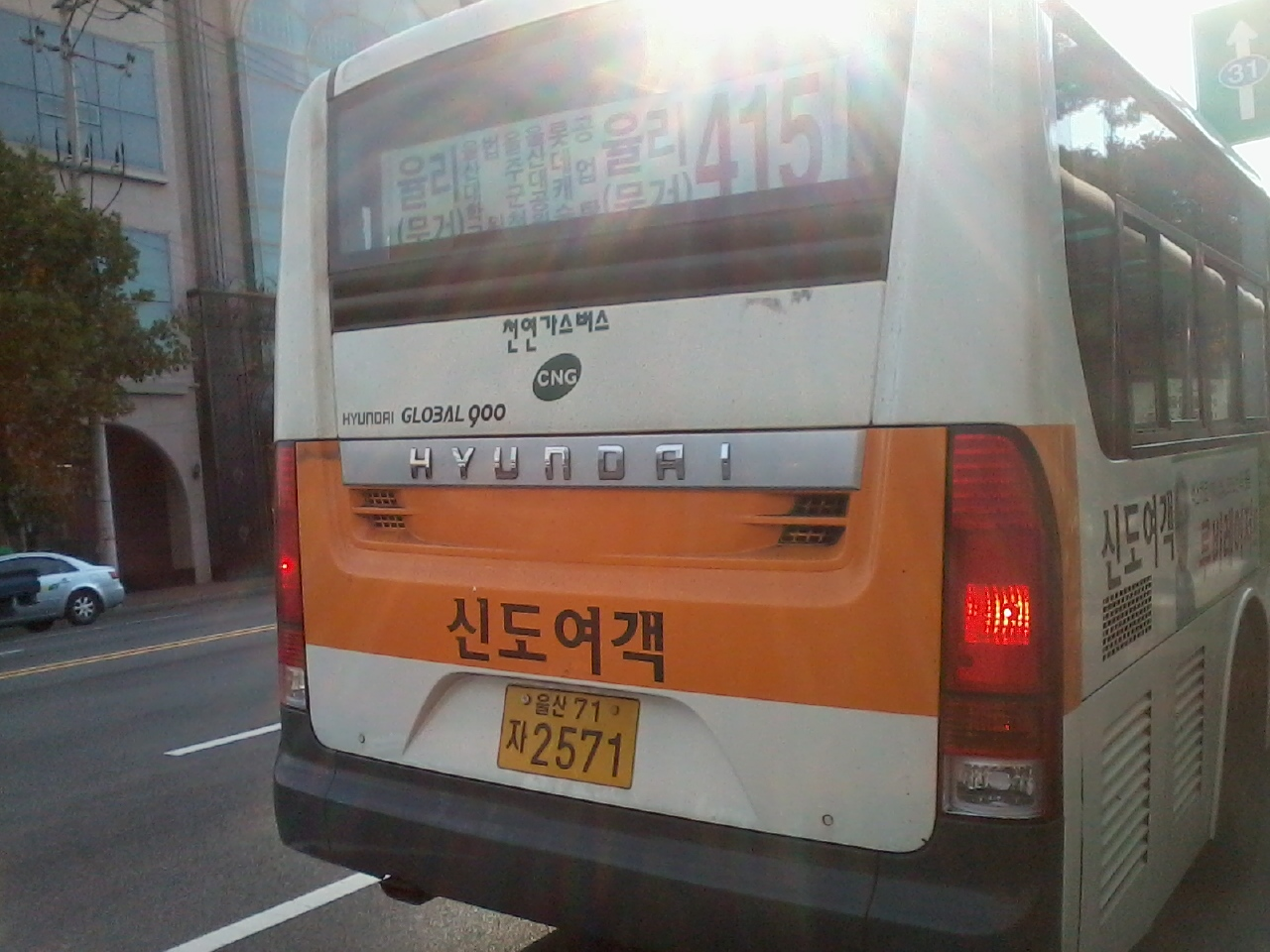
울산시내버스 415번
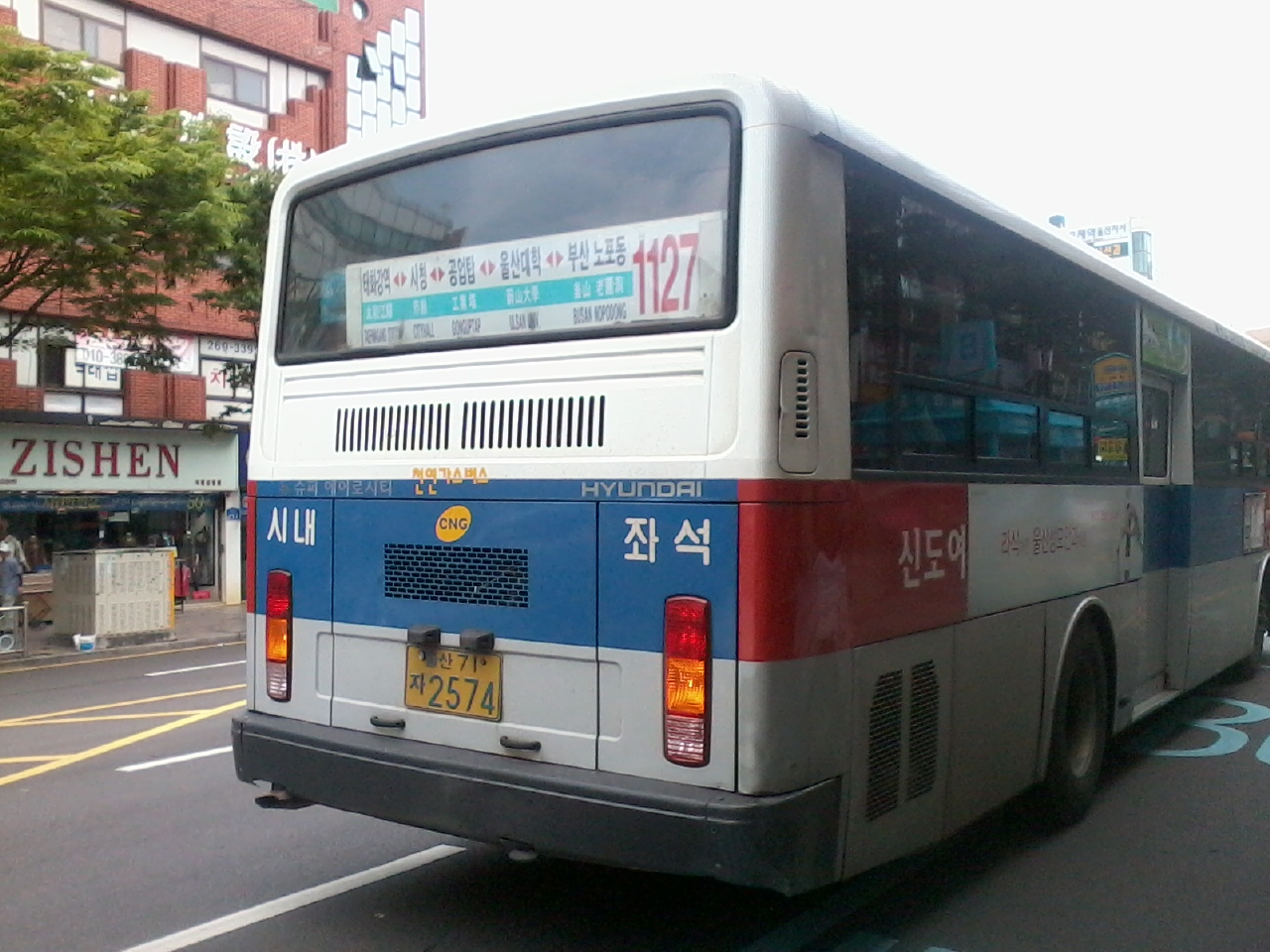
울산시내버스 1127번